# Чёрное (озеро, Рязанская область)
Чёрное — озеро в Рязанской области России. Расположено на севере Рязанского района. Площадь озера — 1,26 км². Название получило из-за цвета воды, вызванного большим количеством торфа.

## Физико-географическая характеристика
Озеро находится в центре Красного болота на высоте 116 м над уровнем моря. Имеет овальную форму, вытянуто с запада на восток. Севернее и восточнее озера находятся торфоразработки Солотчинского торфопредприятия. С запада примыкает урочище Емельяново Болото и впадает канава. Сток осуществляется по системе канав в реку Белую. На дне озера — слой сапропелей мощностью в несколько метров. Имеет термокарстовое происхождение.
В озере и вблизи от него зарегистрированы виды растений и животных, занесенные в красные книги России и Рязанской области.
Озеро находится на территории государственного заказника регионального значения «Красное болото», созданного в 2003 году.

## Упоминания в литературе
Чёрное озеро упоминается в произведениях К. Г. Паустовского.

## Данные водного реестра
По данным государственного водного реестра России относится к Окскому бассейновому округу, водохозяйственный участок реки — Ока от водомерного поста с. Копоново до впадения р. Мокша.
Код объекта в государственном водном реестре — 09010102311110000006439.